# Терзийско (Бургасская область)
Терзийско (болг. Терзийско) — село в Болгарии. Находится в Бургасской области, входит в общину Сунгурларе. Население составляет 113 человек.

## Политическая ситуация
В местном кметстве Терзийско, в состав которого входит Терзийско, должность кмета (старосты) исполняет Димитрина Русева Тодорова (Болгарская социалистическая партия (БСП)) по результатам выборов правления кметства.
Кмет (мэр) общины Сунгурларе — Георги Стефанов Кенов (Движение за права и свободы (ДПС)) по результатам выборов в правление общины.